# Mehrstimmrecht
Als Mehrstimmrecht (englisch cumulative voting) wird im Gesellschaftsrecht ein Stimmrecht bezeichnet, das durch Satzung, Gesellschaftsvertrag oder Gesetz einem Gesellschafter mehr Stimmen einräumt als seiner Kapitalbeteiligung entspricht.

## Allgemeines
Mehrstimmrechte widersprechen dem Grundsatz, dass ein Gesellschafter nur so viel Stimmrechte besitzen soll wie seinem Kapitalanteil entspricht („Eine Aktie – eine Stimme“). Der Einfluss der Gesellschafter auf die Gesellschaft soll sich nach der Größe ihrer Kapitalbeteiligung richten. Dieser proportionale Grundsatz verhindert, dass Gesellschafter bei der Abstimmung mehr Einfluss ausüben können als ihrem Kapitalanteil ausmacht. Disproportionale Ausgestaltungen des Stimmrechts (Mehrstimmrecht, Höchststimmrecht, stimmrechtslose Aktien) sind deshalb gesetzlich die Ausnahme (Mehrstimmrecht: § 43 Abs. 3 GenG; Vorzugsaktie: § 139 Abs. 1 AktG) oder sogar unzulässig (Stammaktien: § 12 Abs. 2 AktG).
Für ein Mehrfachstimmrecht spricht, dass beispielsweise Gründer von Startups auch dann die Mehrheit an Stimmen behalten können, selbst wenn die Mehrheit der Anteile bei externen Investoren liegt. Die Bundesregierung strebt an, Mehrfachstimmrechte in Deutschland wieder zu ermöglichen.

## Einzelne Gesellschaftsformen
Aktiengesellschaften
Bei Aktiengesellschaften sah das Aktienrecht in Deutschland seit 1965 Mehrstimmrechte (englisch Golden Shares) vor, die im Mai 1998 durch das KonTraG abgeschafft wurden. Mehrfachstimmrechte „widersprechen der Vorstellung, dass in der Aktiengesellschaft die Stimmrechtsmacht sich grundsätzlich an der Zahl der gehaltenen stimmberechtigten Aktien orientieren sollte. Die Einräumung von Einfluss ohne korrespondierendes Anteilseigentum entspricht nicht den Erwartungen des Kapitalmarktes und schwächt die Eigentümerkontrolle.“ Seitdem werden sie durch § 12 Abs. 2 AktG ausdrücklich verboten. Nach dem Deutschen Corporate Governance Kodex ist der Bestand an Mehrstimmrechten eine besonders hervorzuhebende Abweichung von Corporate-Governance-Standard.
Europäische Gesellschaft
Bei der Europäischen Gesellschaft (SE) sind Mehrstimmrechtsaktien zulässig, wenn die SE ihren Geschäftssitz in anderen EU-Mitgliedstaaten außerhalb Deutschlands hat. Dort sind sie teilweise weit verbreitet und tief in den gesellschaftsrechtlichen Strukturen verwurzelt (insbesondere in Skandinavien). In Schweden und Dänemark ist ein Verhältnis von 1:10, in Finnland sogar 1:20 statthaft.
Genossenschaften
Genossen, die den Geschäftsbetrieb einer Genossenschaft besonders fördern, können seit 1973 ein Mehrstimmrecht bis zu drei Stimmen pro Anteil eingeräumt bekommen. Die Regelung ist in § 43 Abs. 3 GenG vorgesehen, wonach keinem Mitglied mehr als drei Stimmen gewährt werden darf. Dabei sind Einschränkungen zu beachten, insbesondere, dass dieses Mehrstimmrecht bei Beschlüssen entfällt, für die eine Dreiviertelmehrheit erforderlich ist.
GmbH
Nach § 47 Abs. 2 GmbHG gewährt bei der GmbH jeder Euro eines Geschäftsanteils eine Stimme. Mit einem Geschäftsanteil kann durch Gesellschaftsvertrag auch ein Mehrstimmrecht verbunden werden, etwa dergestalt, dass auf einen bestimmten Anteil dreimal so viel Stimmen entfallen. Dabei muss – wie bei einer Kapitalerhöhung – das Stimmverhältnis zueinander gewahrt bleiben (§ 57m GmbHG).

## International
Mehrstimmrechte dienten vor allem der Kontrolle einer Überfremdung. Sie wurden insbesondere zwischen 1920 und 1923 in Deutschland während der Hyperinflation ausgegeben und befanden sich meist im Besitz der Verwaltung der Aktiengesellschaft. In Belgien, Italien, Portugal und Spanien sind sie verboten. In Portugal gibt es jedoch noch zahlreiche „golden shares“-Regelungen. Auch die niederländische BV kennt ein Mehrfachstimmrecht.